# Instituto de Salud Carlos III
El Instituto de Salud Carlos III (ISCIII) es un organismo autónomo público español. Fue creado en el año 1986, durante la etapa de ministro de Sanidad y Consumo de Ernest Lluch, a raíz de la promulgación de la Ley General de Sanidad. Entre sus objetivos se encuentran los de apoyo científico-técnico al Sistema Nacional de Salud y al conjunto de la sociedad, así como de formación, control sanitario e investigación en ciencias de la salud. 
El ISCIII incorporó numerosos centros y escuelas nacionales cuyos orígenes se sitúan en iniciativas creadas a lo largo del siglo XX. Entre ellos, la Escuela Nacional de Sanidad (1922), y la Escuela Nacional de Medicina del Trabajo (1948) son las instituciones hoy existentes con mayor antigüedad.

## Órganos de dirección
Los órganos de dirección del Instituto de Salud "Carlos III", son:
- Consejo Rector estará formado 16 miembros:

Un presidente, que será el Ministro de Sanidad y Consumo.
Un Vicepresidente, que es a su vez el director del Instituto.
Seis vocales que pertenecen a distintos ministerios, altos cargos de la Secretaría de Estado de Universidades e Investigación y el otro será el presidente del CSIC.
Cuatro vocales de las comunidades autónomas, elegidos de entre sus miembros por el Consejo Interterritorial del Sistema Nacional de Salud.
Tres vocales designados por el ministro de Sanidad y Consumo
Un secretario del Instituto
- Director (rango de director general) es nombrado y separado mediante Real Decreto acordado en Consejo de ministros, a propuesta del Ministro de Sanidad y Consumo. Sus funciones principales serán las de representar, programar, dirigir y coordinar las actividades del Instituto.

## Organigrama
Se divide en una secretaría general con la misión principal de gestionar el Instituto, económica, financiera, presupuestaria así como el personal del centro. Y cinco subdirecciones generales: 
- Subdirección General de Servicios Aplicados, Formación e Investigación.
- Subdirección General de Evaluación y Fomento de la Investigación.
- Subdirección General de Redes y Centros de Investigación Cooperativa.
- Subdirección General de Programas Internacionales de Investigación y Relaciones Institucionales.
- Subdirección General de Investigación en Terapia Celular y Medicina Regenerativa.

## Subdivisiones Generales

### Subdirección General de Servicios Aplicados, Formación e Investigación
Su función principal será la de investigar y evaluar los riesgos medioambientales como condicionantes de la salud. La investigación y diagnóstico microbiológico. 
Centros:
- Centro Nacional de Epidemiología[5]
- Centro Nacional de Medicina Tropical
- Centro Nacional de Microbiología[6]
- Centro Nacional de Sanidad Ambiental[7]

Escuelas:
- Escuela Nacional de Sanidad, Madrid
- Escuela Nacional de Medicina del Trabajo, Madrid

Institutos:
- Instituto Nacional de Bioinformática, Madrid
- Instituto de Investigación de Enfermedades Raras

Unidades:
- Unidad de Investigación en Telemedicina y e-Salud
- Unidad Funcional de Investigación en Enfermedades crónicas
- Unidad de Investigación en Cuidados de Salud (INVESTEN)

### Subdirección General de Evaluación y Fomento de la Investigación
Evaluación y seguimiento de la investigación extramural en ciencias de la salud así como la coordinación de las actividades de investigación.
Agencias: Agencia de Evaluación de Tecnologías Sanitarias.

### Consorcios y Redes Temáticas
- Consorcio Centro de Investigación Biomédica en Red (CIBER), formado por 13 áreas temáticas:
  - Área CIBER de Bioingeniería, Biomateriales y Nanomedicina (CIBER-BBN)
  - Área CIBER de Diabetes y Enfermedades Metabólicas Asociadas (CIBERDEM)
  - Área CIBER de Enfermedades Hepáticas y Digestivas (CIBEREHD)
  - Área CIBER de Enfermedades Raras (CIBERER)
  - Área CIBER de Enfermedades Respiratorias (CIBERES)
  - Área CIBER de Epidemiología y Salud Pública (CIBERESP)
  - Área CIBER de Enfermedades Neurodegenerativas (CIBERNED)
  - Área CIBER de Obesidad y Nutrición (CIBEROBN)
  - Área CIBER de Salud Mental (CIBERSAM)
  - Área CIBER de Enfermedades Cardiovasculares (CIBERCV)
  - Área CIBER de Cáncer (CIBERONC)
  - Área CIBER de Fragilidad y Envejecimiento Saludable (CIBERFES)
  - Área CIBER de Enfermedades Infecciosas (CIBERINFEC)
- Plataforma Española de Ensayos Clínicos (CAIBER)
- Redes Temáticas (RETICS)

## Presupuesto
| Año  | Presupuesto      | Presupuesto | Empleados |
| Año  | Euros (Millones) | % de PGE    | Empleados |
| ---- | ---------------- | ----------- | --------- |
| 2022 | 559,3            |             |           |
| 2021 | 403,2            |             |           |
| 2020 | 271,3            |             |           |
| 2019 | 228,0            | 0,0482 %    | -         |
| 2018 | 228,0            |             | 869       |
| 2017 | 228,3            |             | 913       |
| 2016 | 230,4            |             | 952       |
| 2015 | 273,8            |             | 962       |
| 2014 | 245,8            |             | 1008      |
| 2013 | 239,3            |             | 1053      |
| 2012 | 251,8            |             | 1113      |
| 2011 | 270,7            |             | 1167      |
| 2010 | 305,8            |             | 1192      |
| 2009 | 324,8            |             | 1191      |
| 2008 | 317,0            |             | 1138      |
| 2007 | 285,0            |             | 1103      |
| 2006 | 237,2            |             | 1018      |
| 2005 | 195,6            |             | 962       |
| 2004 | 179,8            |             |           |
| 2003 | 173,4            |             |           |

## Directores del ISCIII[8]
| Inicio     | Final      | Director                       |
| ---------- | ---------- | ------------------------------ |
| 31/01/2024 | Actualidad | Marina Pollán Santamaría       |
| 04/08/2021 | 31/01/2024 | Cristóbal Belda Iniesta        |
| 04/08/2018 | 04/08/2021 | Raquel Yotti Álvarez           |
| 06/03/2015 | 04/08/2018 | Jesús Fernández Crespo         |
| 2/3/2013   | 06/03/2015 | Antoni Andreu Périz            |
| 18/12/2012 | 2/3/2013   | Joaquín Arenas Barbero         |
| 30/8/2008  | 18/12/2012 | José Jerónimo Navas Palacios   |
| 11/9/2007  | 30/8/2008  | Flora de Pablo Dávila          |
| 29/5/2004  | 11/9/2007  | Francisco Gracia Navarro       |
| 3/6/2000   | 29/5/2004  | Antonio Campos Muñoz           |
| 18/5/1996  | 3/6/2000   | José Antonio Gutiérrez Fuentes |
| 28/6/1994  | 18/5/1996  | Ramón Ricoy Campo              |
| 19/9/1992  | 28/6/1994  | José Borrell Andrés            |
| 4/10/1986  | 19/9/1992  | Rafael Nájera Morrondo         |